# Callopistria subroseata
Callopistria subroseata är en fjärilsart som beskrevs av Emilio Berio 1966. Callopistria subroseata ingår i släktet Callopistria och familjen nattflyn. Inga underarter finns listade i Catalogue of Life.